# Hydrobiosis copis
Hydrobiosis copis är en nattsländeart som beskrevs av Mcfarlane 1960. Hydrobiosis copis ingår i släktet Hydrobiosis och familjen Hydrobiosidae. Inga underarter finns listade i Catalogue of Life.